# Древесные арлекины

Древесные арлекины (лат. Dendrophryniscus) — род бесхвостых земноводных из семейства жаб, обитающих в Южной Америке.

## Описание

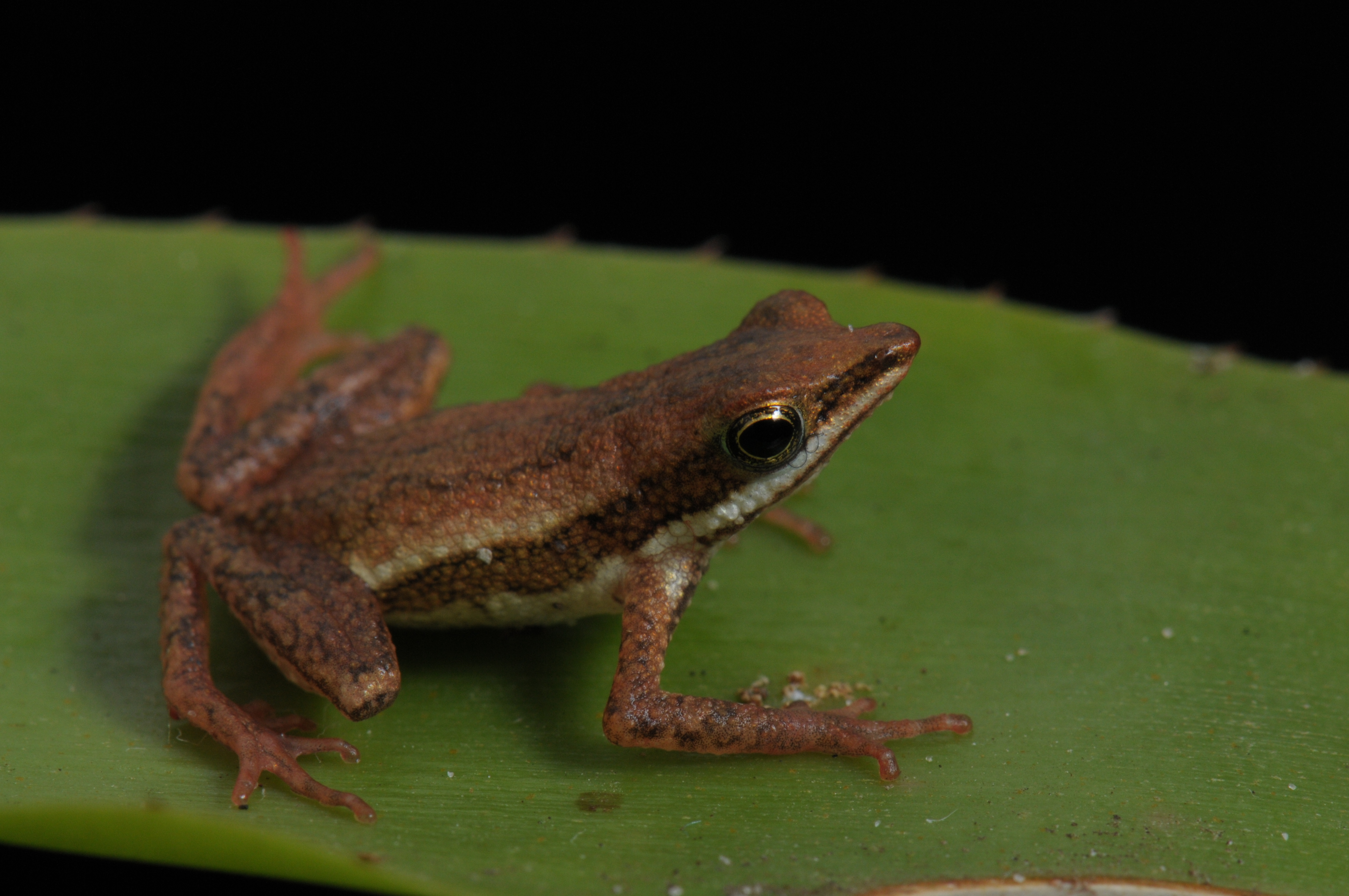
Бразильский арлекин

Общая длина представителей этого рода колеблется от 15 до 47 мм. Внешне похожи на ателопов.  Паротиды отсутствуют, барабанная перепонка незаметна. Тело плоское. Морда удлинённая , закруглённая. Кожа равномерно покрыта бородавками. Задние конечности хорошо развиты. Кончик четвёртого пальца увеличен, внутренний палец атрофирован. 
Окраска маскировочная, как правило, коричневых оттенков. У большинства видов по бокам тела от кончика морды через всё тело проходит широкая полоса более тёмного цвета. Брюхо светлее спины.

## Образ жизни

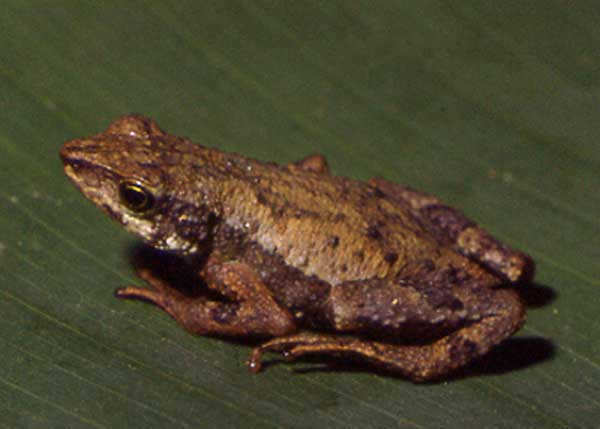
Dendrophryniscus berthalutzae

Населяют низменности. Активны днём, питаются преимущественно муравьями, жуками, клещами и коллемболами.

## Размножение
Это яйцекладущие земноводные. Размножение происходит в сезон дождей (с ноября по май). Самки откладывают яйца в очень маленькие временные водоёмы (например, в заполненные дождевой водой цветки бромелиевых).

## Распространение
Являются эндемиками атлантических тропических лесов на юге и юго-востоке Бразилии.

## Классификация
На февраль 2023 года в род включают 16 видов:
- Dendrophryniscus berthalutzae Izecksohn, 1994
- Dendrophryniscus brevipollicatus Jimenez de la Espada, 1870 — Бромелиевый арлекин
- Dendrophryniscus carvalhoi Izecksohn, 1994
- Dendrophryniscus davori Cruz, Caramaschi, Fusinatto, and Brasileiro, 2019
- Dendrophryniscus haddadi Cruz, Caramaschi, Fusinatto, and Brasileiro, 2019
- Dendrophryniscus imitator (Miranda-Ribeiro, 1920)
- Dendrophryniscus izecksohni Cruz, Caramaschi, Fusinatto, and Brasileiro, 2019
- Dendrophryniscus jureia Cruz, Caramaschi, Fusinatto, and Brasileiro, 2019
- Dendrophryniscus krausae Cruz & Fusinatto, 2008
- Dendrophryniscus lauroi (Miranda-Ribeiro, 1926)
- Dendrophryniscus leucomystax Izecksohn, 1968 — Бразильский арлекин
- Dendrophryniscus oreites Recoder at al., 2010
- Dendrophryniscus organensis Carvalho-e-Silva at al., 2010
- Dendrophryniscus proboscideus (Boulenger, 1882) — Хоботковая жаба
- Dendrophryniscus skuki Caramaschi, 2012
- Dendrophryniscus stawiarskyi Izecksohn, 1994